# Artiguemy
Artiguemy é uma comuna francesa na região administrativa de Occitânia, no departamento dos Altos Pirenéus. Estende-se por uma área de 2,97 km², Em 2010 a comuna tinha 91 habitantes (densidade: 30,6 hab./km²)..